# Ида (јунак)
У грчкој митологији, Ида од Етолија је био јунак у Илијади, који се описује као најјачи и најсмелији од свих људи. Ида је био син Афареја и Арене. Брат Линкеј је, као и он, био аргонаут и са њим био један од ловаца на Калидонског вепра.
Ида је имао једну кћер по имену Клеопатра.